# Alter Friedhof (Kochendorf)

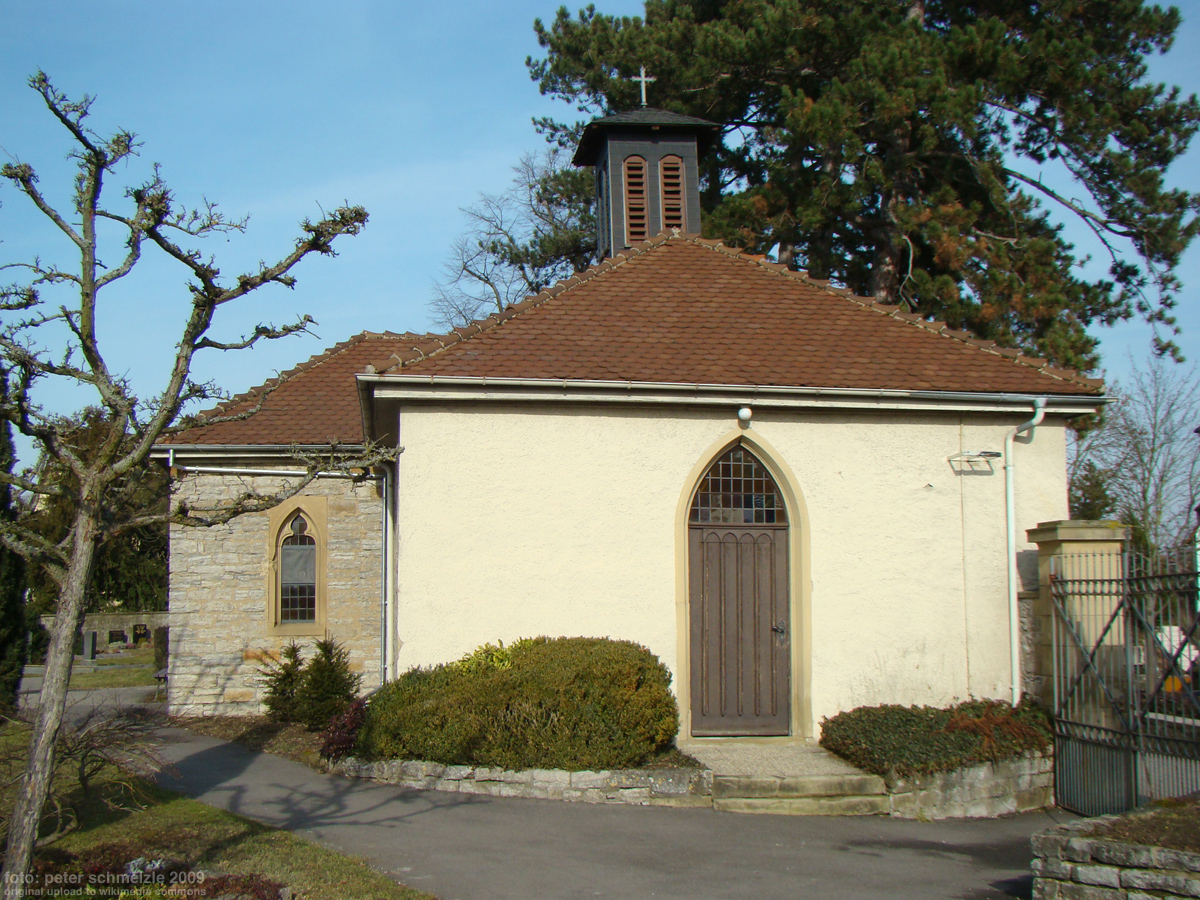
Die Friedhofskapelle auf dem Alten Friedhof von Kochendorf

Der Alte Friedhof in Kochendorf, einem Stadtteil von Bad Friedrichshall im nördlichen Baden-Württemberg, wurde um 1600 angelegt. Er wurde als Begräbnisstätte inzwischen vom Kochendorfer Bergfriedhof abgelöst und die Nutzungsrechte sind seit 1995 erloschen. Er wird seitdem sukzessive zur Grünanlage umgewandelt.

## Geschichte
Die ursprüngliche Begräbnisstätte in Kochendorf befand sich bei der Sebastianskirche. Als diese um 1600 erneuert wurde, hat man auch einen neuen Friedhof in einiger Entfernung südwestlich des Ortskerns angelegt. Auf diesem ummauerten und mehrfach erweiterten Friedhof befindet sich eine aus einer alten, aus der Bauzeit des Friedhofs stammenden Marienkapelle hervorgegangene Friedhofskapelle.
Trotz mehrfacher Erweiterungen reichte der Friedhof nach dem Zweiten Weltkrieg nicht mehr aus. Der Gemeinderat der Stadt Bad Friedrichshall beschloss daher die Anlage des Bergfriedhofs nordöstlich des Ortes, der 1969 eingeweiht wurde. Die Belegung des Alten Friedhofs wurde daraufhin allmählich eingestellt. Zum 31. Dezember 1995 sind schließlich sämtliche Nutzungsrechte erloschen. Bis zum Ablauf der Ruhezeiten sind noch Bestattungen von Ehepartnern in bestehenden Grabanlagen möglich. Bis zum Jahr 2030 soll der Friedhof vollends in eine Grünanlage umgewandelt sein.
Auf dem Friedhof befinden sich unter anderem bedeutende Grabanlagen der Freiherren von Wächter-Lautenbach, darunter das Grab des früheren württembergischen Außenministers August von Wächter (1807–1879), sowie Grabmale der Freiherren Capler von Oedheim, der Reichsgrafen von Zech und der Glockengießerfamilie Bachert.

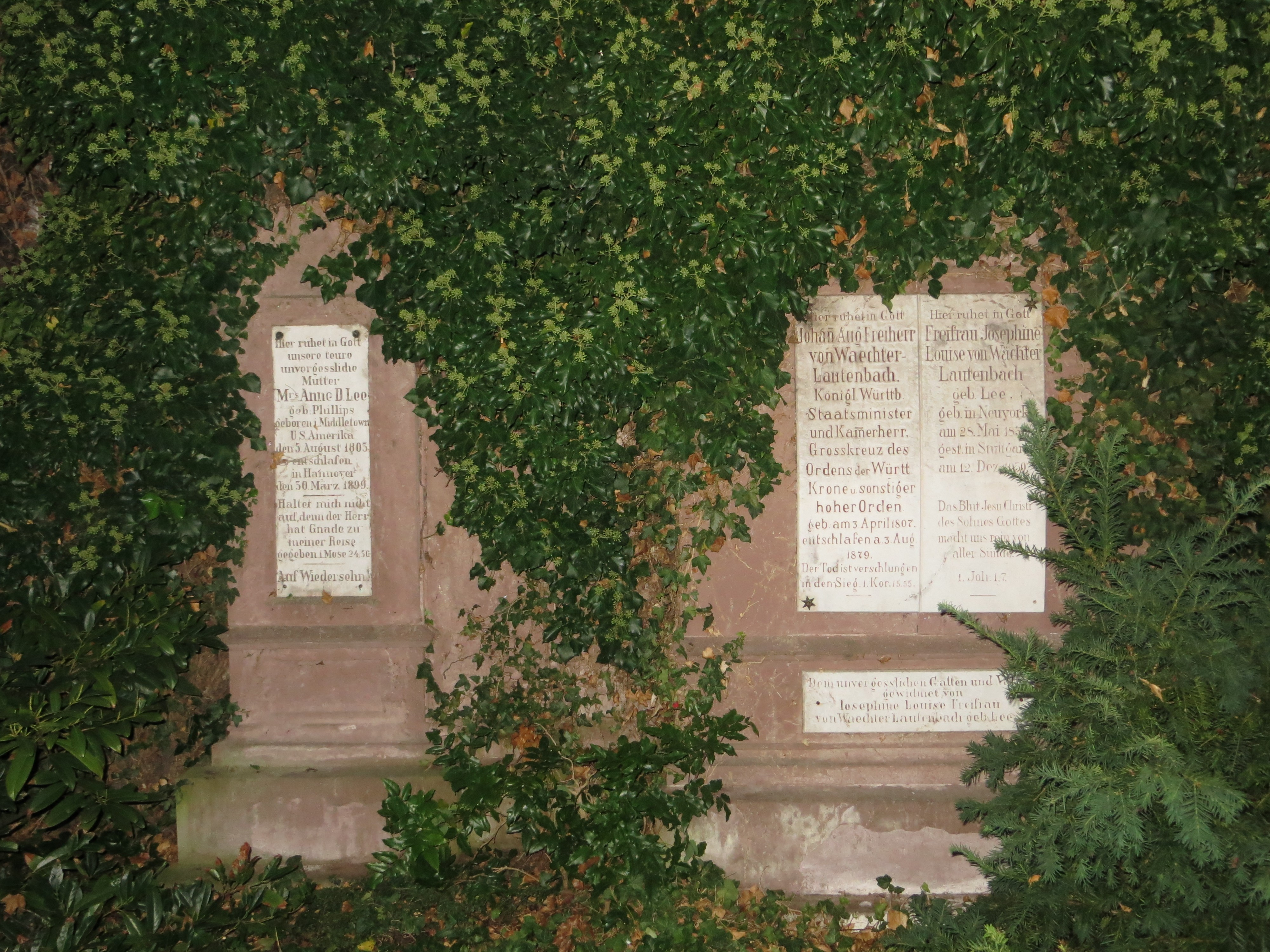
Grabmal von August von Wächter
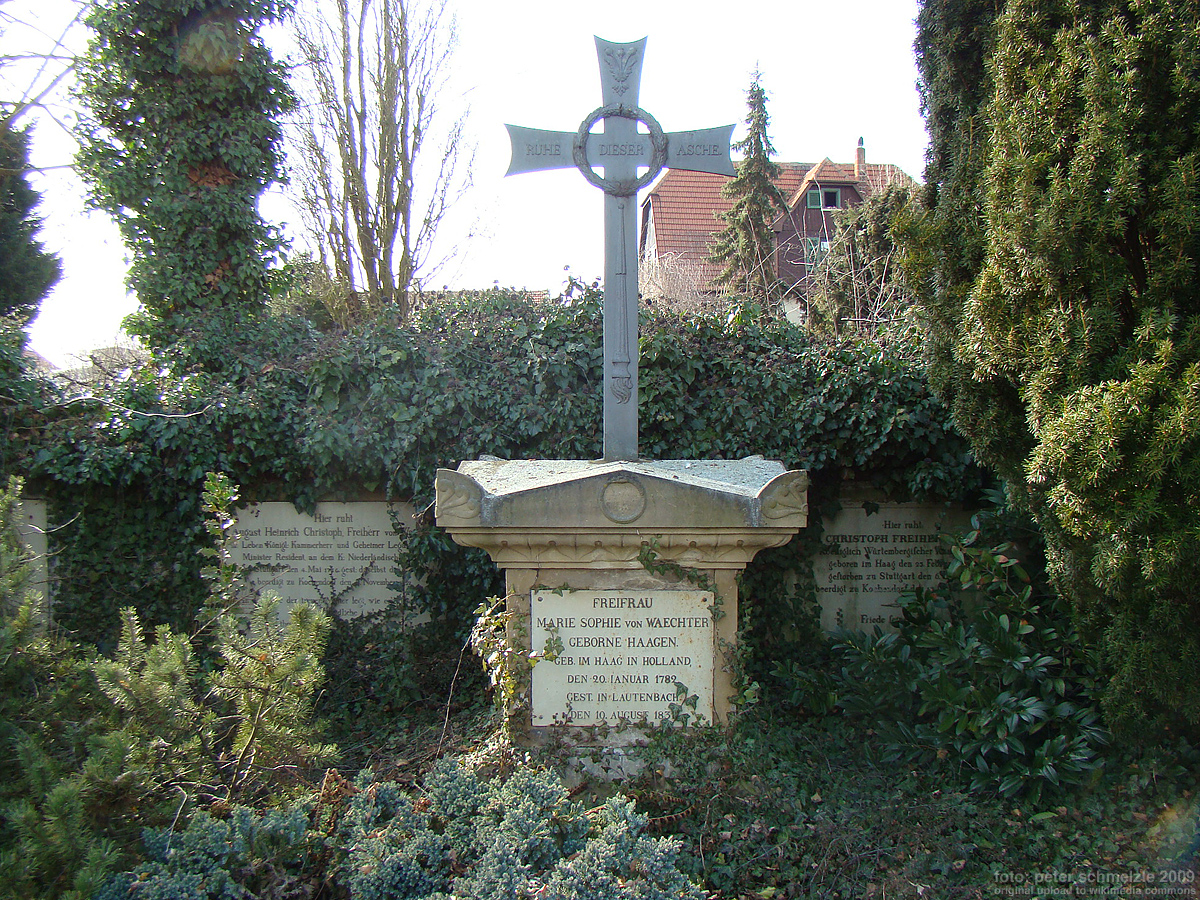
Grablege der Freiherren von Wächter-Lautenbach
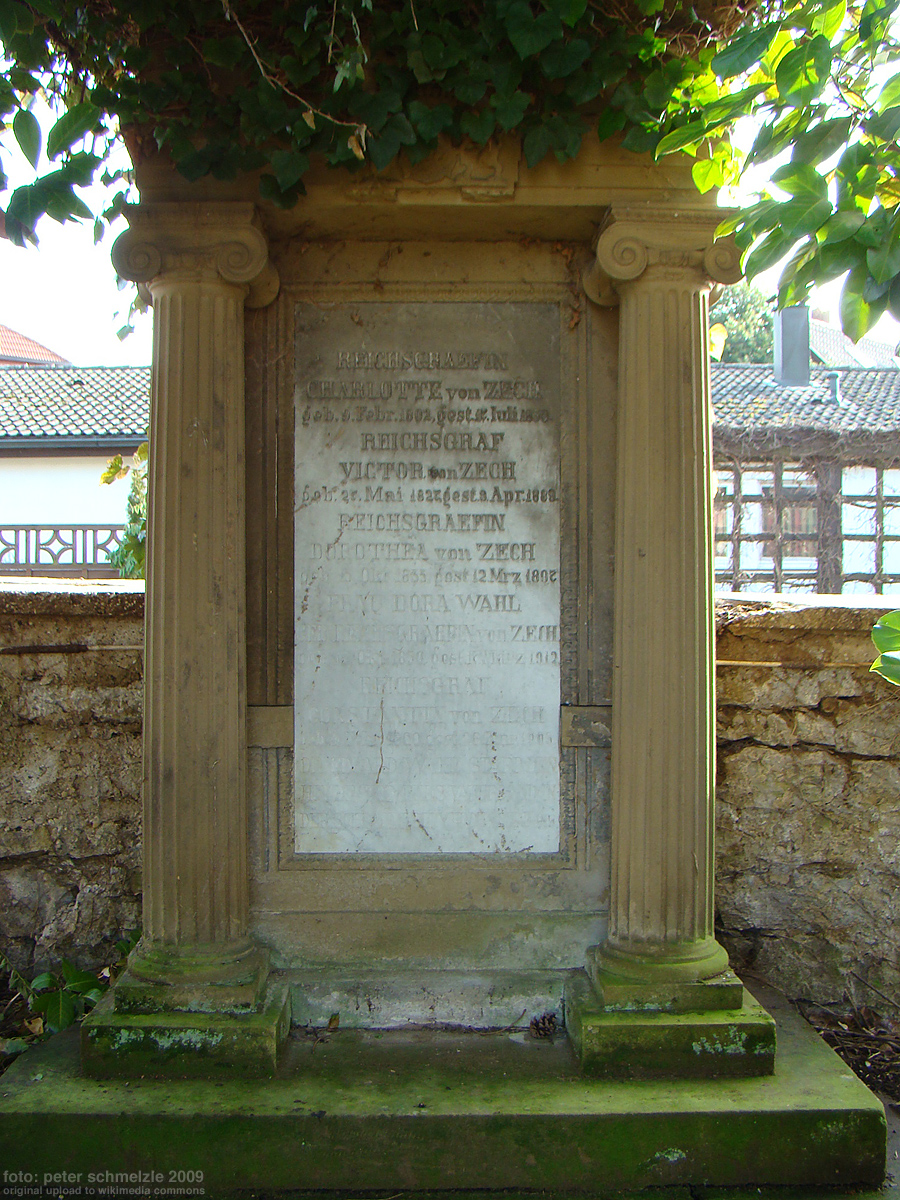
Grablege der Reichsgrafen von Zech
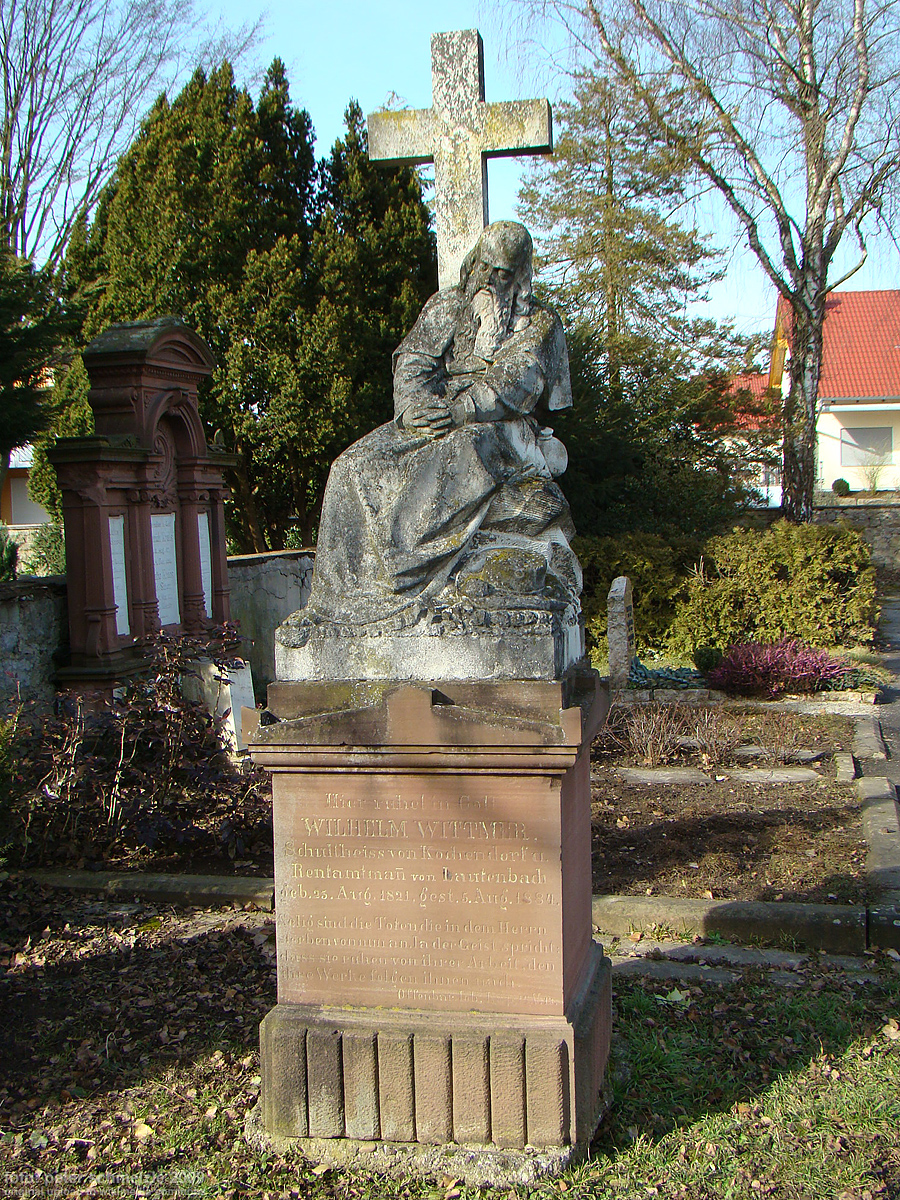
Grabmal des früheren Schultheißen Wilhelm Wittmer
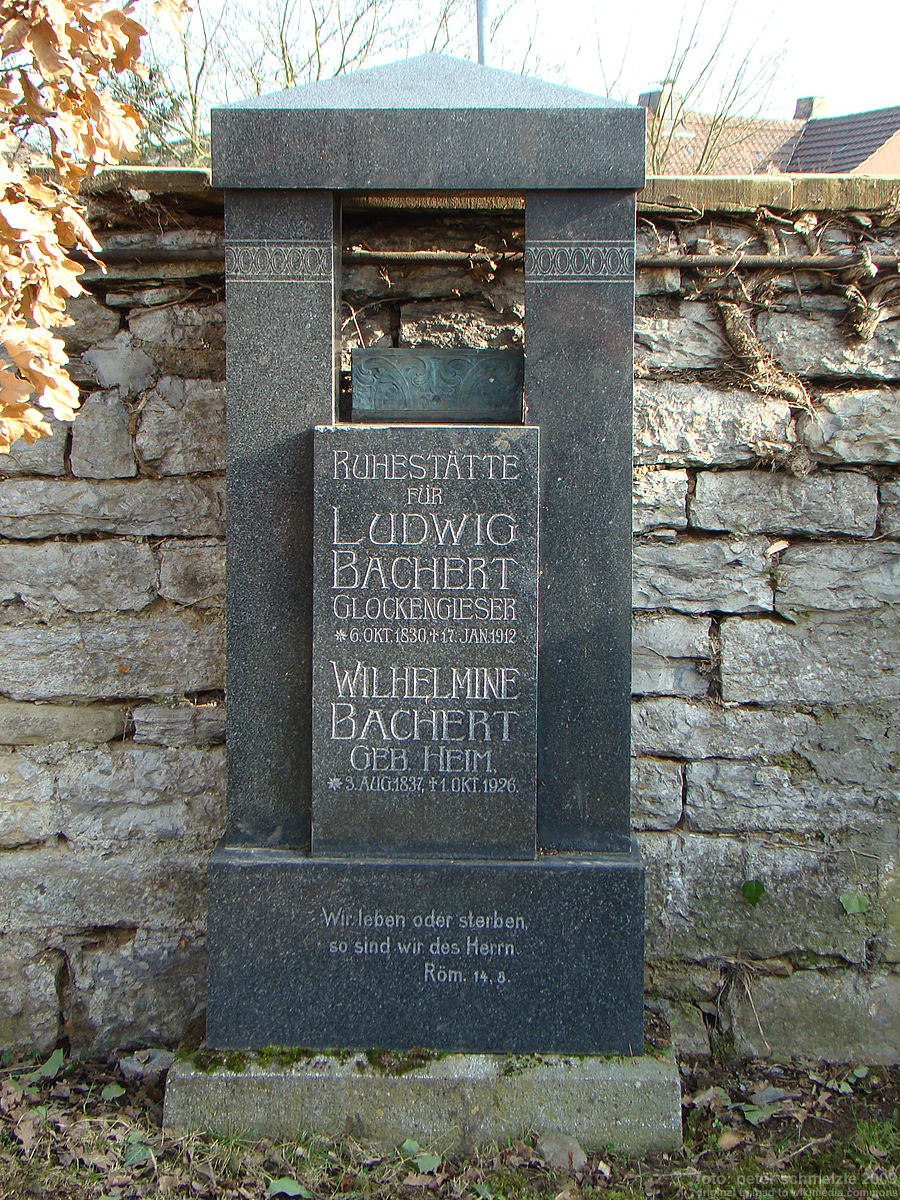
Grabmal des Glockengießers Ludwig Bachert
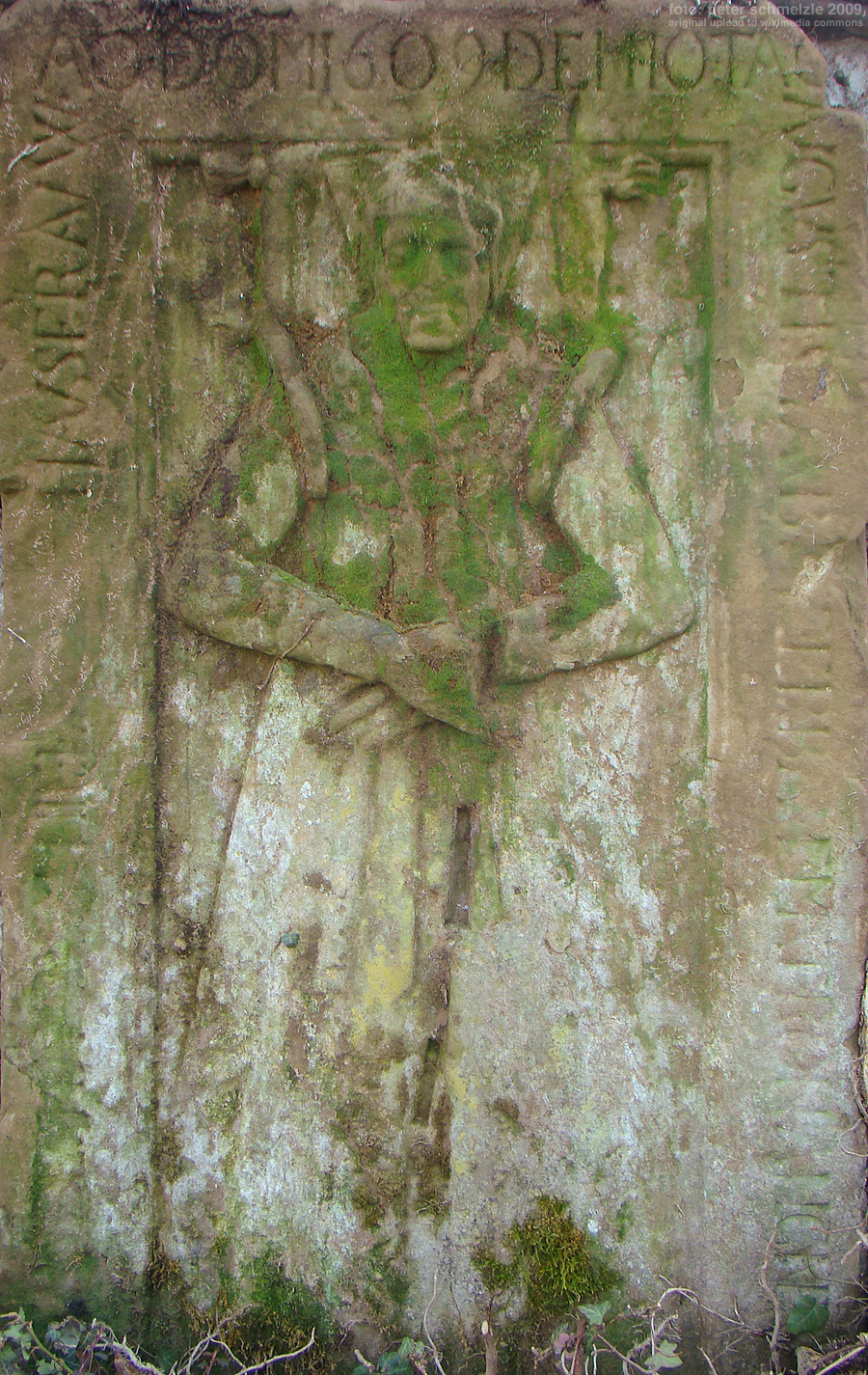
Grabplatte der Agnes Sicherer, aus dem Jahr 1609